# Cyathoselinum tomentosum
Cyathoselinum tomentosum là một loài thực vật có hoa trong họ Hoa tán. Loài này được (Vis.) Benth. ex B.D.Jacks. mô tả khoa học đầu tiên năm 1893.